# 오자키 사요코
오자키 사요코(일본어: 尾崎 紗代子, 1989년 12월 20일 ~ )는 일본의 모델이다.